# Calcolo telai piani col metodo delle rigidezze
Di seguito si mostra il calcolo di telai piani ossia si sviluppa una procedura che permette di determinare le caratteristiche di sollecitazione interne di un telaio piano. Per telaio si intende un insieme di travi collegate tra loro con vincoli interni.
In particolare si utilizza il metodo degli spostamenti che passa attraverso il calcolo della matrice di rigidezza della struttura. Questo metodo è anche definito Metodo delle rigidezze.

## La matrice di rigidezza di una struttura
Su una struttura si evidenziano gli spostamenti (traslazioni e rotazioni) di alcuni punti, definibili attraverso valori scalari reali. 
Negli stessi punti si applicano i carichi esterni omologhi a tali spostamenti (traslazioni associate a forze con la stessa direzioni, rotazioni a momenti con stesso piano di applicazione e verso di rotazione).
Riportando gli spostamenti nodali su un vettore verticale {\displaystyle {\begin{Bmatrix}X\end{Bmatrix}}} e gli sforzi nodali applicati sui medesimi nodi su un vettore verticale {\displaystyle {\begin{Bmatrix}F\end{Bmatrix}}}, la relazione che lega le due grandezze è del tipo:
in cui {\displaystyle {\begin{bmatrix}H\end{bmatrix}}} è una matrice associata alla struttura definita matrice di rigidezza della struttura. Per il teorema di reciprocità o di Betti, la matrice {\displaystyle {\begin{bmatrix}H\end{bmatrix}}} è simmetrica.

## Matrice di rigidezza trave
Per determinare la matrice di rigidezza dell'intera struttura si parte dal calcolo della matrice di rigidezza di una singola trave.
In tal caso, indicando con {\displaystyle {\begin{Bmatrix}\eta \end{Bmatrix}}} gli spostamenti dei punti estremi della trave e con {\displaystyle {\begin{Bmatrix}S\end{Bmatrix}}} i carichi applicati nei due punti, le due grandezze saranno legate da una relazione del tipo: 
in cui {\displaystyle {\begin{Bmatrix}K\end{Bmatrix}}} è la matrice di rigidezza della trave che è del tipo:

### Calcolo matrice di rigidezza locale singola trave
La relazione scritta sopra è di carattere generale e si applica a qualsiasi trave. Di seguito si calcola la matrice di rigidezza di una trave a sezione costante, costituita da un materiale omogeneo ed isotropo, seguendo le ipotesi del de Saint Venant. 
In particolare si suppone che la sezione della trave sia costante e di area {\displaystyle A}. Il momento di inerzia calcolato lungo un asse perpendicolare al piano del telaio e passante per il baricentro della sezione è {\displaystyle J}. Inoltre tale asse è uno degli assi principali di inerzia della sezione, di modo che i momenti applicati nel piano del telaio diano luogo a flessione retta.
Per determinare i valori dei singoli coefficienti della matrice {\displaystyle {\begin{Bmatrix}K\end{Bmatrix}}} si considerano gli schemi statici.
Partendo dal calcolo dei coefficienti che riguardano i carichi nodali {\displaystyle S_{1}} e {\displaystyle S_{4}}, si considera una trave vincolata sul secondo estremo, libera sul primo e sottoposta su quest'ultimo estremo ad un carico assiale {\displaystyle S_{1}}. Supponendo di trascurare gli effetti del second'ordine (non linearità geometriche), si è in presenza di uno spostamento {\displaystyle \eta _{1}\neq 0} e {\displaystyle \eta _{2...6}=0}. La relazione che lega {\displaystyle S_{1}} a {\displaystyle \eta _{1}} è:
{\displaystyle S_{1}=EA\varepsilon ={\frac {EA}{l}}\eta _{1}}
in cui {\displaystyle \varepsilon } è la deformazione unitaria dell'asta.
La reazione vincolare assiale sul secondo estremo è data da:
{\displaystyle S_{4}=-S_{1}=-{\frac {EA}{l}}\eta _{1}}
Procedendo analogamente per {\displaystyle \eta _{4}}, si può ricavare:
{\displaystyle {\begin{matrix}k_{1,1}={\frac {EA}{l}}&k_{1,2}=0&k_{1,3}=0&k_{1,4}=-{\frac {EA}{l}}&k_{1,5}=0&k_{1,6}=0\\k_{2,1}=0&k_{2,4}=0&k_{3,1}=0&k_{3,4}=0\\k_{4,1}=-{\frac {EA}{l}}&k_{4,2}=0&k_{4,3}=0&k_{4,4}={\frac {EA}{l}}&k_{4,5}=0&k_{4,6}=0\\k_{5,1}=0&k_{5,4}=0&k_{6,1}=0&k_{6,4}=0\\\end{matrix}}}
Si considera ora una trave semplicemente appoggiata, sottoposta nei due estremi a due momenti {\displaystyle S_{3}} e {\displaystyle S_{6}}.
Con alcuni calcoli si ottiene che la relazione che lega gli spostamenti nodali {\displaystyle \eta _{3}} e {\displaystyle \eta _{6}} agli sforzi nodali {\displaystyle S_{3}} e {\displaystyle S_{6}\,\!} è:
Invertendo la relazione suddetta si ha:
che permette di trovare {\displaystyle k_{3,3}} {\displaystyle k_{3,6}} {\displaystyle k_{6,3}} e {\displaystyle k_{6,6}}.
Calcolando le reazioni vincolari verticali sui due estremi, si trova: 
da cui:
Per trovare i restanti coefficienti si analizza una trave orizzontale incastrata sul primo estremo e vincolata sul secondo con una guida che consenta la sola traslazione verticale. Si applica sul secondo vertice una forza verticale {\displaystyle S_{5}\,\!}. In tal caso lo spostamento verticale {\displaystyle \eta _{5}} del secondo estremo è dato dalla relazione:
{\displaystyle \eta _{5}={\frac {S_{5}l^{3}}{12EJ}}}
da cui:
{\displaystyle k_{5,5}={\frac {12EJ}{l^{3}}}}
Sempre facendo riferimento alla configurazione sopra descritta, la reazione vincolare verticale nel primo estremo, è pari a {\displaystyle -S_{5}}. Pertanto: 
{\displaystyle k_{2,5}=-{\frac {12EJ}{l^{3}}}}
Per simmetria si trova {\displaystyle k_{2,2}} e {\displaystyle k_{5,2}} pari rispettivamente a {\displaystyle {\frac {12EJ}{l^{3}}}} e {\displaystyle -{\frac {12EJ}{l^{3}}}}.
Ricapitolando quanto visto finora si ha la seguente matrice di rigidezza:

### Sistema di riferimento globale
Quanto appena descritto si riferisce ad un sistema di riferimento locale della trave avente l'asse delle ascisse coincidente con l'asse della trave. Dovendo successivamente assemblare la matrice di rigidezza globale della struttura è però necessario coordinare tra loro i sistemi di riferimenti delle varie travi. Per fare questo si riportano i sistemi di riferimento delle singole travi ad un sistema di riferimento comune. Questo vorrà dire trasportare spostamenti e sollecitazioni dal sistema di riferimento locale della trave al sistema di riferimento globale.
Indicando con {\displaystyle {\begin{Bmatrix}\eta _{G}\end{Bmatrix}}} e {\displaystyle {\begin{Bmatrix}S_{G}\end{Bmatrix}}} rispettivamente spostamenti e sollecitazioni nodali nel sistema di riferimento globale, i due dovranno essere legati tra loro dalla relazione:
.Nel seguito si vuole individuare i coefficienti di
Per fare questo si inizia caratterizzando la trave con un versore bidimensionale {\displaystyle {\vec {t}}} orientato come la stessa asta ed avente per definizione modulo unitario. Supponendo che gli estremi della trave siano i due punti {\displaystyle P_{1}(x_{1},y_{1})} e {\displaystyle P_{2}(x_{2},y_{2})}, le componenti di {\displaystyle {\vec {t}}} sono date da: 
Si noti che assumendo pari ad {\displaystyle \alpha } l'inclinazione della trave rispetto all'asse delle ascisse, le componenti diventano:
In tal caso, considerando che le rotazioni rimangono immutate con le variazioni di sistema di riferimento, il legame tra gli spostamenti nel sistema di riferimento locale {\displaystyle {\begin{Bmatrix}\eta \end{Bmatrix}}} e gli spostamenti nel sistema di riferimento globale {\displaystyle {\begin{Bmatrix}\eta _{G}\end{Bmatrix}}} è:
in cui la matrice {\displaystyle {\begin{bmatrix}G\end{bmatrix}}} è data da:
{\displaystyle {\begin{bmatrix}G\end{bmatrix}}} è una matrice simmetrica con una particolarità: la sua inversa è uguale alla sua trasposta {\displaystyle (G^{-1}=G^{T})}.
Analogamente la relazione che lega le sollecitazioni nodali nel sistema locale {\displaystyle {\begin{Bmatrix}S\end{Bmatrix}}} a quelle nel sistema globale {\displaystyle {\begin{Bmatrix}S_{G}\end{Bmatrix}}} è:
Invertendo le suddette relazioni, si ottiene:
che sostituite in:
forniscono:
da cui si ottiene la matrice di rigidezza {\displaystyle {\begin{bmatrix}K_{G}\end{bmatrix}}} cercata:

## Assemblaggio matrice di rigidezza globale
Nei paragrafi precedenti si è analizzato le travi singolarmente, ora l'intero telaio. Il telaio si presenta come un insieme di travi che interagiscono tra loro e con l'ambiente esterno. All'interno del formalismo matematico tale interazione si manifesta attraverso i vincoli interni (interazione tra le travi) e quelli esterni (interazione con l'ambiente esterno).
Analiticamente si dovrà passare dalla matrice di rigidezza delle singole travi alla matrice di rigidezza del telaio.
Si suppone che il telaio sia composto da {\displaystyle n} travi, si uniscono i vettori spostamenti nodali delle singole travi ottenendo un vettore {\displaystyle {\begin{Bmatrix}\mathrm {H} \end{Bmatrix}}} degli spostamenti nodali del telaio disarticolato così definito:
Lo scopo è passare dal vettore {\displaystyle \mathrm {H} } (spostamenti nodali di ogni singola trave) al vettore {\displaystyle X} degli spostamenti nodali del telaio. Perciò si ricerca un operatore {\displaystyle {\begin{bmatrix}I\end{bmatrix}}} che leghi le due grandezze secondo:
{\displaystyle {\begin{bmatrix}I\end{bmatrix}}} è definita matrice di incidenza ed è una matrice {\displaystyle m\times 6n}, in cui {\displaystyle m} è il numero degli spostamenti nodali del telaio, {\displaystyle 6} è il numero complessivo di spostamenti nodali per ogni trave (4 traslazioni e 2 rotazioni) e {\displaystyle n} è il numero di aste. Il generico elemento {\displaystyle i_{i,6(j-1)+k}\quad (i=1...m,j=1...n,k=1...6)} sarà pari a 1 se allo spostamento {\displaystyle \eta _{k}} interno della trave {\displaystyle j} corrisponde lo spostamento {\displaystyle X_{i}} del telaio, altrimenti sarà pari a 0.
Passando ad analizzare i carichi nodali, si possono unire i carichi nodali in un unico vettore {\displaystyle {\begin{Bmatrix}\Sigma \end{Bmatrix}}} così definito:
La relazione che lega il vettore {\displaystyle {\begin{Bmatrix}\Sigma \end{Bmatrix}}} (carichi nodali di ogni singola trave) al vettore {\displaystyle {\begin{Bmatrix}F\end{Bmatrix}}} (carichi nodali sull'intero telaio) è:
Ricompare così la matrice di incidenza.
Assemblando opportunamente le matrici di rigidezza delle singole travi, si può notare che anche {\displaystyle {\begin{Bmatrix}\Sigma \end{Bmatrix}}} e {\displaystyle {\begin{Bmatrix}\mathrm {H} \end{Bmatrix}}} sono legati tra loro dalla relazione:
in cui:
Invertendo la relazione che lega {\displaystyle {\begin{Bmatrix}\Sigma \end{Bmatrix}}} ed {\displaystyle {\begin{Bmatrix}F\end{Bmatrix}}} e sostituendovi le relazioni precedenti, si ha:
da cui si evince che la matrice di rigidezza della struttura è data dalla relazione:

## Carichi concentrati e distribuiti applicati lungo la trave (carichi infranodali)
Fin qui si è supposto la presenza di soli carichi applicati nei nodi. Di fatto questa ipotesi in presenza di carichi concentrati lungo l'asta sarebbe un limite facilmente superabile. In tal caso basterebbe ridefinire la struttura includendo il punto in questione tra i nodi del telaio.
In presenza di carichi distribuiti il limite sopra indicato non può essere superato. In tal caso è necessario rivedere l'impostazione fin qui vista introducendo nell'equazione che regola il problema un nuovo vettore di modo da avere:
Il vettore {\displaystyle {\begin{Bmatrix}F_{0}\end{Bmatrix}}} dipende dai carichi concentrati e distribuiti applicati sulla struttura.
Per capire il significato fisico di questo nuovo vettore, si considera il caso:
In tal caso:
Quindi il vettore {\displaystyle {\begin{Bmatrix}F_{0}\end{Bmatrix}}} si definisce come il valore degli sforzi nodali in presenza di spostamenti nulli. Il vettore {\displaystyle {\begin{Bmatrix}F_{0}\end{Bmatrix}}} si presenta dipendente dalle caratteristiche geometriche e fisiche del telaio oltre che dai carichi esterni infranodali applicati.
Per il calcolo di tale vettore si procede in maniera analoga a quanto fatto sopra per il calcolo della matrice di rigidezza del telaio: si parte quindi dall'analisi di una singola trave, calcolando all'interno del suo sistema di riferimento locale i valori dei carichi nodali che annullano gli spostamenti nodali {\displaystyle {\begin{Bmatrix}S_{0}\end{Bmatrix}}}; si trasformano i risultati così ottenuti dal sistema di riferimento locale a quello globale utilizzando la matrice {\displaystyle {\begin{bmatrix}G\end{bmatrix}}}; si è così arrivati ad avere un vettore {\displaystyle {\begin{Bmatrix}S_{0}\end{Bmatrix}}} per ogni trave della struttura; per ottenere un unico vettore {\displaystyle {\begin{Bmatrix}F_{0}\end{Bmatrix}}} si dovrà utilizzare nuovamente la matrice di incidenza {\displaystyle {\begin{bmatrix}I\end{bmatrix}}}.
Segue il calcolo del vettore {\displaystyle {\begin{Bmatrix}S_{0}\end{Bmatrix}}}. A tale scopo si suppone per la trave un qualsiasi tipo di vincolo, tale da rendere la trave isostatica. Per semplicità ad esempio si suppone di avere un incastro sul primo vertice e che il secondo vertice sia libero. A seguito dell'applicazione dei carichi esterni infranodali, si ha sulla trave una deformazione assiale totale {\displaystyle \lambda (z)={\frac {N(z)}{EA(z)}}+{\bar {\lambda }}(z)} ed una curvatura totale {\displaystyle \mu (z)={\frac {M(z)}{EJ(z)}}+{\bar {\mu }}(z)}.
Si calcolano le reazioni vincolari nel vincolo incastrato, indicate con {\displaystyle S_{1}^{*}}, {\displaystyle S_{2}^{*}} ed {\displaystyle S_{3}^{*}}, tali valori vengono inseriti nel vettore {\displaystyle S^{*}}, così definito:
Si calcolano ora gli spostamenti nodali nel vertice libero. Per fare questo si utilizza il principio dei lavori virtuali, assumendo come struttura di confronto sempre una trave incastrata sul primo vertice e libera nel secondo. Gli spostamenti della trave saranno: 
Le forze nodali {\displaystyle {\begin{Bmatrix}S^{**}\end{Bmatrix}}} possono essere calcolate servendosi della matrice di rigidezza secondo la relazione:
Per il principio di sovrapposizione degli effetti il vettore {\displaystyle {\begin{Bmatrix}S_{0}\end{Bmatrix}}} cercato sarà dato dalla relazione:
Il vettore {\displaystyle {\begin{Bmatrix}S_{0}\end{Bmatrix}}} così ottenuto si riferisce al sistema di riferimento locale della trave analizzata. Per il passaggio al sistema di riferimento globale utilizziamo la matrice {\displaystyle {\begin{bmatrix}G\end{bmatrix}}} sopra definita, secondo la relazione:
Rimane infine da assemblare il vettore {\displaystyle {\begin{Bmatrix}F_{0}\end{Bmatrix}}} dell'intera struttura. Per fare questo si dovrà analizzare l'equilibrio di ciascun nodo della struttura. In questo modo si ottengono nuovamente i termini della matrice di incidenza, secondo:

## Non linearità
Finora si è sviluppato il modello assumendo un comportamento elastico lineare del materiale; più nello specifico si è supposto l'esistenza di una relazione lineare tra curvatura, deformazione media assiale e caratteristiche di sollecitazione. 
I materiali utilizzati nella tecnica corrente si discostano molto da tale comportamento teorico. Tale aspetto viene genericamente individuato con l'espressione non-linearità meccanica.
Un'altra ipotesi fatta riguarda l'influenza delle deformazioni sullo stato finale di equilibrio: si calcolano le caratteristiche di sollecitazione della trave riferendoci alla configurazione indeformata ma se si considera ad esempio il caso di un pilastro snello incastrato alla base e soggetto sull'estremo libero a due carichi, uno verticale ed uno orizzontale, le deformazioni assunte dal pilastro fanno sì che il carico verticale determini la comparsa di sollecitazioni flessionali sulla trave per carico di punta.
Nel seguito si modificherà il modello di modo che riesca a considerare anche queste problematiche.

### Non linearità meccanica
Per analizzare le problematiche legate alla non linearità meccanica si dovrà scendere ad un maggior livello di dettaglio, arrivando ad analizzare il comportamento dei singoli punti costituenti la sezione della trave.
Si suppone di avere una sezione definita tramite un insieme di punti riferiti ad un certo sistema di riferimento. All'interno dell'ipotesi di conservazione delle sezioni piane, la deformazione di un generico punto costituente la sezione può essere ottenuta a partire da quella dell'origine della sezione secondo:
Assumendo per il materiale costituente la sezione un legame costitutivo di tipo elastico-lineare isotropo, si dovrà associare a tali deformazioni delle tensioni ottenute secondo:
Tali tensioni si traducono in un legame lineare tra le caratteristiche di sollecitazione ed i parametri deformativi.
Si trascura il taglio (per travi snelle il taglio ha un contributo ridotto rispetto alle altre sollecitazioni interne) e ci si concentra solo su momento flettente e sforzo normale (ipotesi più che plausibile nella maggior parte dei casi). La relazione sopra esposta mostra un legame di tipo lineare tra sforzo normale, momento flettente e le caratteristiche di deformazione della sezione.
Sia l'acciaio che il calcestruzzo hanno un comportamento diverso da quello lineare fin qui descritto. Per entrambi i materiali la non-linearità del legame costitutivo del materiale si traduce in una non-linearità del legame tra sforzo normale, momento flettente e caratteristiche deformative. Si dovrà quindi modificare il modello teorico per fare in modo che tenga conto di quest'ultimo aspetto. 
Purtroppo non è disponibile una formula chiusa che permetta di calcolare il telaio sotto queste ipotesi, servirà perciò utilizzare dei metodi iterativi.
Si possono individuare nella trave un certo numero significativo di sezioni e su queste andare a verificare la discrepanza tra modello teorico lineare e comportamento effettivo del materiale.
A questo punto un primo approccio è quello di modificare i parametri di rigidezza della sezione, sostanzialmente area e momento di inerzia, per riportare il comportamento teorico in quello effettivo. 
A questo punto si deve ricalcolare la matrice di rigidezza della trave come se si trattasse di una nuova trave a sezione variabile o analogamente, un insieme di travi più piccole collegate tra loro. Si deve quindi ricalcolare tutte le matrici di rigidezza delle singole travi e successivamente riassemblare la matrice di rigidezza del telaio. Risolvere il sistema lineare così definito e verificare nuovamente quale discrepanza c'è tra il modello adottato e quello effettivo del materiale. Si procede così fino a quando lo scarto tra i due sarà sufficientemente piccolo.
Computazionalmente questo approccio presenta non poche difficoltà. Il difetto principale del metodo appena descritto è nella necessità di ricalcolare più volte la matrice di rigidezza e successivamente di doverla risolvere. Per telai minimamente realistici questo vuol dire avere a disposizione una notevole potenza di calcolo.
Un approccio meno dispendioso sotto questo punto di vista lascia invece invariati i parametri di rigidezza della sezione e trasla la legge costitutiva fino a portarla a coincidere con quella effettiva del materiale. Traducendo il tutto in formule, questo vuol dire introdurre due coefficienti {\displaystyle {\bar {\lambda }}} e {\displaystyle {\bar {\mu }}} tali per cui il legame della sezione diventi:
Le grandezze {\displaystyle {\bar {\lambda }}} e {\displaystyle {\bar {\mu }}} si presentano come deformazioni impresse sulla sezione e quindi alla stregua di normali carichi infranodali. Utilizzando l'approccio descritto sopra, si può tradurre quindi tali parametri in vettori {\displaystyle {\begin{Bmatrix}S_{0}\end{Bmatrix}}} e quindi in un vettore {\displaystyle {\begin{Bmatrix}F_{0}\end{Bmatrix}}} proprio della struttura.
A questo punto si è evitato il ricalcolo della matrice di rigidezza della struttura però si deve comunque risolvere il sistema:
A questo punto bisogna ricalcolare nuovamente lo scarto tra modello teorico e modello reale e ripetere il procedimento sopra indicato fino ad ottenere un livello sufficiente di precisione.
Volendo risparmiare tempo si può apportare una piccola modifica al procedimento sopra esposto: la prima volta che si risolve il sistema {\displaystyle {\begin{Bmatrix}F\end{Bmatrix}}={\begin{bmatrix}H\end{bmatrix}}{\begin{Bmatrix}X\end{Bmatrix}}+{\begin{Bmatrix}F_{0}\end{Bmatrix}}}, invertire la matrice {\displaystyle {\begin{bmatrix}H\end{bmatrix}}}. Il maggiore onere computazionale necessario tornerà utile nei passaggi successivi, allorché sarà sufficiente calcolare:
in cui i termini a destra del segno uguale sono tutti noti.
Non è detto che il procedimento iterativo così descritto porti sempre ad una soluzione; si può ad esempio verificare che il telaio non è in grado di sopportare i carichi imposti.

### Non linearità geometrica
Nella stragrande maggioranza dei casi ingegneristici si possono ritenere trascurabili gli effetti delle deformazioni della struttura sull'entità delle sollecitazioni e sui fenomeni di instabilità.
Pertanto fino ad ora l'analisi del telaio si è potuta effettuare con la teoria del primo ordine (analisi del primo ordine) e cioè imponendo l'equilibrio sulla configurazione iniziale della struttura (struttura indeformata).
In presenza di elementi strutturali snelli gli spostamenti non più trascurabili prodotti dalle azioni applicate determinano l'insorgere di un'eccentricità del carico assiale agente, con conseguente formazione di un momento flettente (carico di punta) o incremento di quello già presente sull'elemento strutturale (strutture pressoinflesse).
In questo caso di parla di effetti del secondo ordine e il relativo momento flettente addizionale è detto momento del secondo ordine.
Tale fenomeno influenza notevolmente sia la deformabilità in esercizio, sia la capacità resistente ultima di una struttura snella.
Le verifiche di stabilità si devono condurre attraverso un'analisi del secondo ordine, imponendo l'equilibrio sulla configurazione deformata della struttura.